# خدایان تشنه‌اند
خدایان تشنه‌اند (به فرانسوی: Les Dieux ont soif) رمانی مهیب و تکان دهنده، اثر آناتول فرانس دربارهٔ برخی وقایع بعد از انقلاب فرانسه می‌باشد، که در سال ۱۹۱۲ منتشر شده‌است. این رمان سرگذشت انقلابیونی را روایت می‌کند که پس از رسیدن به قدرت خویی حیوانی به خود می‌گیرند و به نام آزادی دست به هر جنایتی می‌زنند.
محور این رمان، به ماجرای یکی از انقلابیون فرانسوی یا به اصطلاح: یک هم‌شهری پاک پاریسی، به نام «اواریست گاملن» اختصاص دارد که پس از عضویت در هیئت منصفهٔ دادگاه انقلاب دگردیسی یافته و به موجودی سفاک و خونخوار تبدیل می‌شود تا جائیکه حتی از صدور حکم اعدام برای خواهرش نیز ابایی ندارد. بدین ترتیب در این رمان با دست‌مایه قرار دادن داستان مذکور بخشی از تاریخ انقلاب کبیر فرانسه روایت می‌شود. انقلابی که هر روز بیشتر از روزهای قبل فرزندان خود را بلعید، حتی سران اصلی انقلاب همچون دانتون و روبسپیر از این قاعده مستثنی نبودند.

## خلاصه کتاب

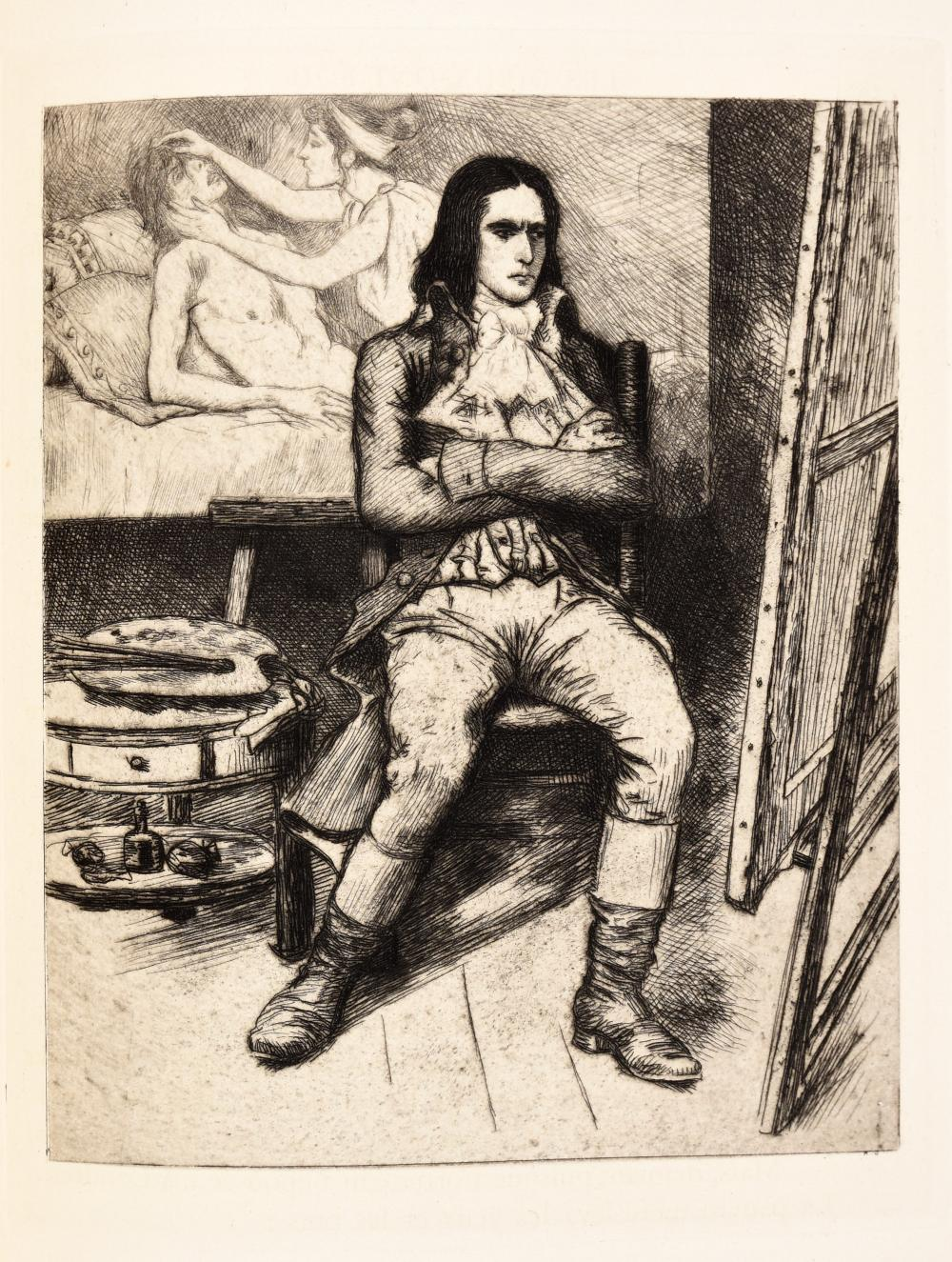
برخی از صفحات کتاب خدایان تشنه‌اند

خدایان تشنه‌اند [Les Dieux ont soif] از شاخصترین آثار آناتول فرانس، نویسنده فرانسوی می‌باشد که یک رمان بزرگ تاریخی به حساب می‌آید.
قهرمان اصلی داستان یک نقاش جوان به نام «اواریست گاملَن»، شاگرد داوید بزرگ است که خود را از دل و جان وقف مصالح انقلاب کرده‌است و یک انقلابی تمام عیار و یک همشهری پاک محسوب می‌شود. برای او مارا و روبسپیر مظهر انقلاب هستند و حکم و اراده‌شان لازم‌الاجراست.
اواریست از حوزه خود به کمون پاریس منتقل می‌شود و به عضویت هیئت منصفه دادگاه انقلاب درمی آید. از طرفی هنرش در زمینه نقاشی موجب ارتباط او با دختر جوان و زیبایی به نام «آلودی بلز» و عشق شدید او به این دختر می‌شود. دختری که پدرش یکی از ناشران بزرگ نقاشیهای باسمه‌ای است و در عین حال در مغازه‌ای با تابلوی «خدای عشق نقاش»، پرده‌های نقاشی می‌فروشد.
در ادامه داستان مارا کشته می‌شود. استان وانده که استان باختری فرانسه‌است و اهالی آن بیشتر دهقان و پایبند به دین بوده و سلطنت طلب هستند، بر ضد انقلابیون پاریس، سر به شورش برمی‌دارد. از سویی از آنجا که از چند ماه قبل حکومت انقلابی به اتریش و همپیمان آن پروس (که هر دو کشورتدارک جنگ با انقلابیون را می‌دیدند) اعلام جنگ کرده بود، ارتشهای اروپا و در صدرشان نیروهای این دو کشور به فرانسه هجوم می‌آورند. روبسپیر که در این زمان فرمانروای بلامنازع فرانسه محسوب می‌شود با یاری هواخواهانش به بهانه این اتفاقات دوره «وحشت» (ترور) را در این کشور برپا می‌دارند. بدین ترتیب جنون خون‌آشامی اذهان عموم را فرامی گیرد و خدایان نوظهور که به قول آناتول فرانس همان اوباش هستند، تشنه خون می‌شوند: خدایان تشنه‌اند!
در این گیر و دار اواریست گاملن بینوا، که در مقام قضاوت انجام وظیفه می‌کند مطمئن است که گرچه وظیفه‌ای ناخوشایند بر عهده دارد، اما به دلیل ضرورت انجام این وظیفه برای اهداف انقلاب هرگز نباید در برابر سرنوشت خود پا پس بکشد. پس بدون هرگونه ملاحظه‌ای به صدور احکام اعدام دست می‌زند و حتی برای خواهرش که با مرد سلطنت طلبی به خارج از کشور گریخته‌است چنین حکمی صادر می‌کند. در ادامه هنگامی که در ماه ترمیدور یک شورش ضدانقلابی برپا می‌شود، اواریست از میان بازوان معشوقه زیبایش آلودی می‌گریزد تا در کنار روبسپیر بجنگد و کشته شود…
اواریست کشته می‌شود و دوره اقدامات هولناک ارتجاع به پایان می‌رسد. با شروع دوره دیرکتوار، زندگی پر از فساد و تجملاتی آغاز می‌شود و آلودی معشوقه زیبای اواریست، بی‌درنگ مرد دیگری را به جای او برمی‌گزیند و با مرد تازه همانگونه سخن می‌گوید که با اواریست می‌گفت!

## شخصیت‌های دیگر داستان
در این رمان یک شخصیت فرهیخته و فرزانه و فیلسوف و اهل بزم، عهده‌دار شرح و تفسیر وقایع و داوری دربارهٔ آنهاست. این فیلسوف در اینجا شهروند «بروتو دزیلت» است [توضیح اینکه بنا به دستور روبسپیر و در راستای حذف القاب و عناوین مردم حتی حق نداشتند یکدیگر را «آقا» یا «خانم» خطاب کنند و شهروند یا همشهری لقبی بود که افراد با آن یکدیگر را مورد خطاب قرار می‌دادند]. بروتو که در رژیم قبل از انقلاب جزو کارشناسان امور مالی به‌شمار می‌آمده، آدمی شکاک و اپیکوری مذهب است که در دوره «وحشت» (ترور) زندگی ساده و فقیرانه‌ای دارد و در اتاق زیرشیروانی خودعروسکهای خیمه‌شب بازی درست می‌کند. اما به جز اواریست گاملن و معشوقه اش آلودی بلز، اشخاص دیگری نیز در سیر داستان مشاهده می‌شوند: مادر اواریست، که زنی از توده مردم است؛ خواهرش که با یک مرد سلطنت‌طلب به خارج فرار کرده‌است؛ زن زیبای توطئه‌گری که سابقاً معشوقه بروتو دزیلت بوده‌است؛ کشیشی به نام لونگمار که پیرو فرقه بَرناباییان که مراسم سوگند خویش را به جا نیاورده و بروتو او را در خانه خود پناه داده‌است و… همه این اشخاص دستخوش گردباد عظیم حوادث‌اند و تقریباً همه آن‌ها به تیغه گیوتین سپرده می‌شوند.

## دربارهٔ این کتاب
آناتول فرانس در این کتاب ضمن محور قرار دادن وقایع انقلاب کبیر فرانسه و روایت دقیق و جزء به جزء ماجرا بر مبنای ترتیب تاریخی حوادث، به تشریح عقاید خویش دربارهٔ تاریخ و سرنوشت بشریت پرداخته‌است. این کاری است که او چهار سال قبل از این اثر، در داستان طنزآمیز دیگر خویش با عنوان جزیره پنگوئن‌ها (که در ۱۹۰۸ تألیف شده بود) نیز انجام داده بود. در هر دوی این کتاب‌ها آناتول فرانس چندان نگران سبک نوشتار وصنایع آن نیست و آنچه نزد او اهمیت دارد احساسات بشردوستانه و انسان گرایانهٔ او و خیال و تصوری است که او از یک جامعهٔ ایده‌آل (جامعه‌ای که در آن انسان‌ها از حقوق خود بهره‌مند هستند و صلح و عدالت در آن حکمفرماست) در سر می‌پروراند. در راستای نیل به همین هدف وی از خود چهرهٔ آشتی ناپذیری نمایان می‌سازد و به هر چیزکه نادرست می‌پندارد، حمله می‌کند. بدین ترتیب وی در دو اثر جزیره پنگوئن‌ها و خدایان تشنه‌اند، بی‌وقفه به انتقاد از دولت، سیستم قضایی، دین و … می‌پردازد.
از سویی در این کتاب آناتول فرانس به وسیلهٔ قهرمان انقلابی که آفریده‌است، (یعنی همان اواریست گاملن)، و همین‌طور با اشاره به سرگذشت و عملکرد سایر انقلابیون می‌خواهد نشان دهد آنجا که آدمی خیال می‌کند حقیقت را در دست دارد، تبدیل به موجودی سفاک وخونخوار و خشن می‌شود. وی نشان می‌دهد کسانی که در دوره بحرانهای عظیم تاریخی و اجتماعی زندگی می‌کنند، ماهیت دقیق این دورانها را نمی‌بینند و به سادگی از کنارشان می‌گذرند اما عظمت تاریخ و ماهیت این بحرانها در دورانهای بعدی است که نمایان می‌شود. آناتول فرانس در این کتاب بی‌آنکه سبک و روش مورد علاقه خویش را کنار بگذارد، داستان کتاب را به چند پرده تقسیم می‌کند و مکالمات و خطابه‌ها و همه‌گونه گریز به موضوعات دیگر را در آن می‌گنجاند.
وی همچنین با آفریدن شخصیت آلودی (معشوقه زیبای اواریست) این اندیشه را به نمایش می‌گذارد که خود زندگی است که زندگی را می‌بلعد و خاصیت زندگان بیش از هرچیز فراموش کردن مردگان است: «آلودی بیش از آن عاقل است که دیگر کسی را دوست نداشته باشد!» با همین نگاه در یکی از فرازهای پایانی رمان آلودی با عاشق جدید خود از همان سخنان مهرآمیز و عاشقانه و صادقانه‌ای سخن می‌گوید که عاشق پیشین خویش (اواریست) را نیز با همان سخنان افسون می‌کرد!

## بریده‌هایی از رمان
«... خدایان نوظهور، یعنی اوباش روی سنگفرش کوچه‌های پاریس تشنهٔ خون شده بودند!». «بدبختانه تاریخ بشر را همین اوباش می‌سازند!»
«افسوس که بدنهادان و فرومایگان نمی‌گذاشتند! هنوز شکنجه‌ها لازم بود، هنوز ریختن خون‌های ناپاک ضرورت داشت … دیگر نه اطلاعاتی، نه بازپرسی‌هایی، نه گواهانی و نه وکلای مدافعی ضروری بود و تنها عشق به میهن جانشین همه چیز گردید. دیگر متهم که بزه‌کاری یا بی‌گناهی را در خود نهفته داشت، مقابل هیئت منصفهٔ میهن‌پرست، لال و خاموش می‌ماند و در چنین حالی می‌بایست به اتهام او که سراسر ابهام و پیچیدگی بود، رسیدگی کرد …
به جای صندلی متهم سکوی وسیعی گذاشته بودند که ممکن بود پنجاه نفر روی آن بنشینند. محاکمات دیگر به‌طور دسته‌جمعی انجام می‌گرفت. دادستان همهٔ اسامی را در یک ادعانامه ذکر می‌کرد و اشخاصی را به هم‌دستی یک‌دیگر متهم می‌دانست که اغلب برای اولین بار در دادگاه با هم روبه‌رو می‌شدند …
هر متهم سه یا چهار دقیقه بازپرسی می‌شد. ادعانامه به تقاضای کیفر …»

## ترجمه‌های فارسی
- خدایان تشنه‌اند، آناتول فرانس، ترجمه :کاظم عمادی، انتشارات جامی، چاپ نهم، ۱۳۷۰.
- خدایان تشنه‌اند، آناتول فرانس، ترجمه :محمدتقی غیاثی، انتشارات سرو، چاپ اول، ۱۳۶۳؛ انتشارات فرهنگ جاوید، چاپ دوم (ویراست دوم): ۱۳۹۴.
- مشخصات کتاب در سایت انتشارات فرهنگ جاوید